# La dottoressa preferisce i marinai
La dottoressa preferisce i marinai è un film del 1981 diretto da Michele Massimo Tarantini.

## Trama
Alvaro detto Cicca e Gianni sono due disoccupati e assunti da una impresa di pulizie in un albergo, dove alloggiano i marinai di una nave militare, con il comandante e una terribile spia al servizio dell'Urss.
Tutti si danno un bel da fare con incontri amorosi. L'incessante fuga dei due su e giù per l'albergo, è complicata dall'arrivo della polizia, ma l'esplosione di una bomba nell'albergo porrà fine alla sarabanda, ma prima dei titoli di coda, i due marinai e i loro seguaci decidono di sconfiggere, picchiando e arrestando il fallito killer russo.

## Cast
I protagonisti sono Alvaro Vitali e Paola Senatore. Partecipano al film, girato anche a Bari, anche alcuni attori baresi: il coprotagonista Gianni Ciardo, Luca Sportelli e Dino Cassio (de I Brutos) e l'attore pugliese Lucio Montanaro.

## Produzione
Le scene di apertura della pellicola (girata nell'autunno 1980) sono state filmate a Gaeta (Latina). L'albergo del film è il Jolly Hotel Midas (ex Midas Palace), sito a Roma in via Aurelia 800.

## Distribuzione
Il film è uscito in anteprima in Germania Ovest a Natale 1981, poi è stato proiettato in Italia, Francia, Portogallo e Grecia.